# 우흐투아 공화국

동카렐리아의 기

우흐투아 공화국(Uhtua -)은 1919년 핀란드 백위대와 카렐리아 민족주의자들이 아르한겔스크현에서 결성한 미승인 국가였다. 동카렐리아나 카리알라 임시정부로도 알려졌다. 수도는 우흐투아(Uhtua, Ухта)에 두었는데, 현 러시아령 카렐리야에서는 칼레발라(Калевала)라는 이름이 되어 있다. 1920년 붉은 군대의 진격으로 이 지역이 다시 점령당하며 멸망했다.

## 같이 보기
- 북잉그리아
- 친족전쟁
- 러시아-핀란드 전쟁